# Зубарев, Олег Геннадьевич
Оле́г Генна́дьевич Зу́барев (укр. Олег Геннадійович Зубарев; род. 28 января 1966, Славянск, Донецкая область) — советский футбольный вратарь, украинский футбольный арбитр первой категории.

## Биография
Олег Зубарев в 1983, 1985 и 1986-м годах был вратарём команды «Шахтёр» (Горловка) во Второй лиге.
Начал работу арбитра на профессиональном уровне в 1998 году, когда стал обслуживать матчи Второй лиги Украины. Спустя два года арбитр повысился в классе и был заявлен на обслуживание матчей Первой лиги. Спустя два года Олег Зубарев стал арбитром Первой категории и был допущен к работе в высшим дивизионе украинского футбола — Высшей лиге (ныне Премьер-лига). Основное место работы — директор стадиона «Химик».
Хобби — волейбол, охота.